# Кременчуцький професійний ліцей нафтопереробної промисловості
Регіональний центр професійно-технічної освіти № 1 м. Кременчука — це великий навчальний заклад у м. Кременчук, який має в своєму складі навчальні корпуси, виробничі майстерні, гуртожиток, спортивні зали, бібліотеку, актові зали, їдальню, медичний кабінет, спортивний майданчик.

## Освітня діяльність
Центр готує фахівців педагогічної освіти за такими спеціальностями: На базі 9-ти класів:
| Лаборант хімічного аналізу. Лаборант хіміко-бактеріологічного аналізу                      | 3 роки |
| Оператор технологічних установок. Приладист                                                | 3 роки |
| Приладист. Слюсар з контрольно-вимірювальних приладів і автоматики (електроніка)           | 3 роки |
| Кухар. Кондитер                                                                            | 3 роки |
| Кухар. Офіціант                                                                            | 3 роки |
| Майстер ресторанного обслуговування. Адміністратор                                         | 3 роки |
| Майстер ресторанного обслуговування. Кухар                                                 | 3 роки |
| Перукар (перукар-модельєр). Візажист                                                       | 3 роки |
| Електрогазозварник. Електрогазозварник на автоматичних та напівавтоматичних машинах        | 3 роки |
| Слюсар з ремонту колісних транспортних засобів                                             | 3 роки |
| Електрогазозварник. Слюсар із складання металевих конструкцій                              | 3 роки |
| Реставратор декоративних штукатурок і ліпних виробів. Монтажник гіпсокартонних конструкцій | 3 роки |
| Штукатур. Лицювальник-плиточник                                                            | 3 роки |
| Продавець продовольчих товарів. Продавець непродовольчих товарів. Адміністратор            | 3 роки |
| Продавець продовольчих товарів. Контролер-касир                                            | 3 роки |
| Слюсар-ремонтник. Слюсар з ремонту колісних транспортних засобів                           | 3 роки |

На базі 11 класів:
| Лаборант хімічного аналізу.                                                                | 1 рік    |
| Оператор технологічних установок. Приладист                                                | 1 рік    |
| Кухар. Кондитер                                                                            | 1,5 роки |
| Кухар. Офіціант                                                                            | 1,5 роки |
| Майстер ресторанного обслуговування. Адміністратор                                         | 1,5 роки |
| Майстер ресторанного обслуговування. Кухар                                                 | 1,5 роки |
| Перукар (перукар-модельєр). Візажист                                                       | 1,5 роки |
| Електрогазозварник                                                                         | 1 рік    |
| Слюсар з ремонту колісних транспортних засобів                                             | 1 рік    |
| Реставратор декоративних штукатурок і ліпних виробів. Монтажник гіпсокартонних конструкцій | 1 рік    |
| Штукатур. Лицювальник-плиточник                                                            | 1 рік    |
| Флорист                                                                                    | 1 рік    |

Спецгрупи:
| Садовод. Озеленювач                            | 2 роки |
| Слюсар з ремонту колісних транспортних засобів | 2 роки |

## Історія
В зв'язку з наказом Міністерства освіти і науки України від 5 вересня 2016 роу № 1075 «Про реорганізацію професійно-технічних навчальних закладів Полтавської області, зміни типу і назви державного навчально закладу» у січні 2017 році два навчальні заклади ПТУ № 6 та Кременчуцький ліцей сфери послуг шляхом реорганізації були приєднані до Державного навчального закладу «Кременчуцький професійний ліцей нафтопереробної промисловості», внаслідок чого створений навчальний заклад отримав назву Регіональний центр професійно-технічної освіти № 1 м. Кременчука.
Своєю чергою кожен з об'єднаних навчальних закладів має свою славну історію.
Професійно-технічне училище № 6 Навчальний заклад, що було створено 6 травня 1921 року на базі Крюківських вагоноремонтних майстерень, як ремесляне училище № 6 (РУ-6), з терміном навчання 2 роки. Училище здійснювало підготовку ковалів, слюсарів механоскладальних робіт, теслярів. Воно розпочало біографію з простої майстерні, що була розміщена в старому списаному вагоні. Всього 30 учнів налічував перший учнівський загін. На підставі наказу начальника Головного управління профтехосвіти при Раді Міністрів УРСР від 10 серпня 1960 року № 93 і наказу начальника Полтавського обласного управління профтехосвіти від 15 серпня 1962 року № 191 ремесляне училище № 6 було реорганізовано в міське профтехучилище № 6.
Постановою Ради Міністрів УРСР № 87 від 20 січня 1966 року та рішенням Полтавського облвиконкому № 21 від 24 січня 1966 року училищу було присвоєно ім'я Героя Радянського Союзу Михайла Степановича Новохатька.
У 1975 році училище було реорганізовано в середнє міське профтехучилище № 6 ім. Новохатька.
З 1984 року згідно з наказом начальника Полтавського обласного управління профтехосвіти № 136 від 15 серпня 1984 року середнє міське профтехучилище № 6 ім. Новохатька було реорганізовано в середнє професійно-технічне училище.
Змінювалися назви навчального закладу, але незмінною залишалася основна мета — підготовка кваліфікованих робітників для ПАТ «Крюківський вагонобудівний завод».
Важкими були перші роки становлення. В складних умовах доводилося готувати майбутню робітничу зміну та лише завдяки наполегливій праці, творчому ентузіазму викладачів i майстрів виробничого навчання, керівників училище росло й процвітало. У 1934 році було збудовано навчальний корпус закладу, який крізь роки зуміли зберегти дбайливі господарі.
В роки Великої Вітчизняної війни училище продовжувало працювати. Учні та частина педагогічного колективу були евакуйовані до Луганської області. Та в місті залишилися викладачі і вихованці, які організували підпільні групи для боротьби з ворогом. Серед них: учні Василь Іванов, Валентин Скопін, Володимир Могильов, Даша Нестаулова, Нонна Костенко.
Після визволення Кременчука від фашистів учні спільно зі своїми наставниками відбудували навчальний корпус, відремонтували аудиторії, в яких під час окупації розташовувались каземати гестапо. було завезене нове обладнання, впорядковане подвір'я. В цей час у закладі навчалося багато дітей-сиріт із дитячих будинків, — тяжкий відголосок війни.
Кременчуцький професійний ліцей сфери послуг заснований 01 січня 1970 року. За клопотанням Кременчуцького міськвиконкому для задоволення потреб регіону в кадрах для торгівлі та громадського харчування, згідно з наказом Міністра торгівлі Української РСР спочатку було створено торгово — кулінарне училище. Його розмістили по вулиці Пролетарській в приміщеннях, які були архітектурною пам'яткою, збудовані Народною думою в честь 100-річчя перемоги над Наполеоном.
Згодом, з 12 червня 1985 року, навчальний заклад перейменований у середнє професійно — технічне училище № 29, підпорядковане Державному Комітету Української РСР з професійно — технічної освіти. З 01 серпня 1997 року училище знаходиться в приміщеннях по вулиці Івана Приходька, 137, де працював з 1905 по 1911 та з 1917 по 1919 роки видатний радянський педагог і письменник А. С. Макаренко.
Наказом Міністерства освіти і науки України № 713 від 27 жовтня 2003 р. училище з 03 листопада 2003 року реорганізовано в Кременчуцький професійний ліцей сфери послуг.
За роки існування підготовлено майже 20 тисяч кухарів, кондитерів, продавців, пекарів, офіціантів, барменів. Багато випускників стали керівниками підприємств, товарознавцями, технологами, менеджерами. Близько 60 % викладачів та майстрів виробничого навчання ліцею — це його випускники. Контингент учнів з року в рік складає 300—350 чоловік. Підприємства — замовники ліцею — це державні, приватні підприємства, акціонерні товариства, а саме:
- комбінат громадського харчування і торгівлі ХК «АвтоКрАЗ»;
- їдальні відкритого акціонерного товариства «Кременчуцького колісного заводу»;
- їдальні та торговельні підприємства «Кременчуцького дослідно — експериментального заводу»;
- ООО «Нова Холдинг»;
- Торговельний дім «Амстор»;
- колективне підприємство «Кременчуцька кондитерська фабрика»;
- торгова фірма «Вагонобудівник»;
- ВАТ «Кременчуцький хлібокомбінат» та інші.

Державний навчальний заклад «Кременчуцький ліцей нафтопереробної промисловості», включав в себе діяльність двох навчальних закладів: професійних училищ № 19 та № 11.
В 1997 році два училища були ліквідовані у відповідності до Постанови Кабінету Міністрів України від 29 травня 1997 р. № 526 «Про вдосконалення мережі виших та професійно-технічних закладів». На їх базі було створено ДПТУ № 19. З листопада 2003 року це училище було реорганізовано за наказом Міністерства освіти і науки № 713 від 27 жовтня 2003 року в Кременчуцький професійний ліцей нафтопереробної промисловості.
Училище № 19, яке існувало до об'єднання з ПТУ № 11, було засновано за наказом Державного комітету Ради Міністрів УРСР з професійно-технічної освіти від 5 травня 1966 р. № 62 відповідно до пропозиції Кременчуцької міської Ради, Кременчуцького нафтопереробного заводу. На той час училище мало такі підприємства — замовники: Кременчуцький нафтопереробний завод та трест «Харківстальконструкція».
20 липня 1966 року введена в дію перша черга нафтопереробного заводу, а 3 жовтня цього року гостинно відкрило двері Кременчуцьке технічне училище № 11. До навчання приступило 300 юнаків та дівчат, які здобували такі професії:
- помічник оператора технологічних установок;
- слюсар контрольно-вимірювальних приладів;
- апаратник сажового виробництва;
- слюсар по ремонту технологічного обладнання;
- електромонтер.

У період з 1966 р. по 1997 р. училищем було підготовлено 9375 кваліфікованих спеціалістів. Багато з них продовжили навчання вищих навчальних закладах України і стали передовиками та новаторами виробництва.
Училище № 11 до ліквідації здійснювало підготовку кадрів такими спеціальностями:
- штукатур — плиточник;
- маляр — монтажник;
- маляр — оформлювач;
- столяр — тесляр;

Кадри готувалися для будівельного тресту № 3 м. Кременчука, який в 1961 році був реорганізований в трест «Жременчукнафтохімбуд». Молодих спеціалістів готували досвідчені колективи інженерно — педагогічних працівників на чолі директорами Кравченком Григорієм Микитовичем та Шапкою Григорієм Гавриловичем.
Особливу роль в становленні і розвитку навчального закладу відіграв Бацевич Іван Васильович, що обіймав посаду директора ПТУ -19 із серпня 1969 року по вересень 1991 року. Ветеран Великої Вітчизняної війни, орденоносець, умілий керівник, досвідчений педагог, організатор і наставник молоді, нагороджений знаком «Відмінник профтехосвіти СРСР». Йому вдалося за короткий час не тільки побудувати новий корпус училища, майстерні, оснащені необхідним обладнанням, гуртожиток, а й створити колектив однодумців.

## Умови навчання
Професійно-технічна освіта здійснюється у центрі за денною формою навчання. Ступінь навчання має теоретичну і практичну завершеність і підтверджується присвоєнням випускникам освітньо — кваліфікаційного рівня «кваліфікований робітник» згідно з набутими професійними знаннями, уміннями та навичками відповідного розряду.
По закінченню учням видається диплом кваліфікованого робітника, зразок якого затверджений Кабінетом Міністрів України, та атестат про середню освіту, якщо випускник здобув повну загальну середню освіту в центрі. Навчання в центрі безкоштовне.
Учні отримують стипендію в розмірі 20 % мінімального прожиткового мінімуму, іменні стипендії протягом трьох років отримують учні нафтохімічного профілю, обласний комітет профспілки виділяє три стипендії по 100 грн. для учнів будівельного профілю. Навчання зараховується до трудового стажу.
Призивникам надається відстрочка на період навчання. Іногородні учні забезпечуються проживанням в гуртожитку.

## Дозвілля
В центрі працюють спортивні секції, гуртки художньої самодіяльності, спортивно-оздоровчий клуб «Еліта». Традиційно проводяться огляди художньої самодіяльності всіх груп, в яких беруть участь від 60 до 100 % учнів, близько 100 учнів виступає на обласному огляді-конкурсі, після якого 5-7 колективів відбирає журі на заключний обласний концерт. Протягом останніх 20 років художня самодіяльність центру посідає призові місця в Полтавській області серед ПТНЗ. Навчальний заклад тісно співпрацює з палацом культури базового підприємства, керівництво якого з задоволенням запрошує для участі в концертах самодіяльності артистів циркової студії, колектив народних танців та солістів.
«Міс ліцей», «Учень року», «КВК», заходи до Дня вчителя, 8 Березня, Дня матері, вечори-портрети не залишають байдужими жодного учня.
Для дітей — сиріт, малозабезпечених, Чорнобильців, відмінників, активних учасників художньої самодіяльності і спортивних секцій за рахунок позабюджетних коштів організовуються туристичні поїздки в м. Київ, Переяслав, Умань (парк Софіївка).

## Випускники
- Довбня Олег Олександрович (1993—2016) — солдат Збройних сил України, учасник російсько-української війни.